# Strzelanina w szkole amiszów w Nickel Mines
Strzelanina w szkole amiszów w Nickel Mines – zdarzenie, do którego doszło 2 października 2006 roku w miejscowości Nickel Mines, w hrabstwie Lancaster, w stanie Pensylwania (USA).

## Przebieg zdarzeń
32-letni uzbrojony mężczyzna Charles Carl Roberts IV, z zawodu kierowca, wtargnął do szkoły podstawowej prowadzonej przez amiszów i wziął kilkanaście znajdujących się tam osób za zakładników. Następnie uwolnił ciężarną nauczycielkę wraz z matkami małymi dziećmi i dziewczynkami.
Potem zabił strzałami w głowę na miejscu 3 dziewczynki, a inne postrzelił, z których 2 zmarły w wyniku odniesionych ran następnego dnia, a pozostałe były w stanie krytycznym. Po interwencji policji napastnik popełnił samobójstwo.
W liście i rozmowie telefonicznej z żoną, Roberts wyjaśniał, że jego postępek jest następstwem „tego co zdarzyło się 20 lat temu”. Z relacji żony wynika, że Roberts zwierzył się i zostawił informacje w pożegnalnych listach, że molestował wtedy dwoje dzieci, które były z nim spokrewnione.

## Ofiary
1. Naomi Rose Ebersol (lat 7)[3]
2. Marian Stoltzfus Fisher (lat 13)[3]
3. Lena Zook Miller (lat 8)[3]
4. Mary Liz Miller (lat 7)[3]
5. Anna Mae Stoltzfus (lat 12)[3]

## Odniesienia w kulturze
O strzelaninie napisano kilka książek, a także powstał film Amish Grace, którego premiera miała miejsce 28 marca 2016.